# Oppmanna
Oppmanna är en småort i Kristianstads kommun och kyrkby i Oppmanna socken i Skåne, belägen vid Oppmannasjöns östra strand. Oppmanna kyrka ligger här.
Den nordöstra delen av Oppmanna var vid 1995 och 2000 års småortsavgränsningar en separat småort, "Oppmanna (nordöstra delen)", men var vid 2005 års småortsavgränsning inte längre en småort då befolkningen sjunkit till under 50.

## Befolkningsutveckling
| Befolkningsutvecklingen i Oppmanna 1990–2015 | Befolkningsutvecklingen i Oppmanna 1990–2015 | Befolkningsutvecklingen i Oppmanna 1990–2015 | Befolkningsutvecklingen i Oppmanna 1990–2015 | Befolkningsutvecklingen i Oppmanna 1990–2015 |
| -------------------------------------------- | -------------------------------------------- | -------------------------------------------- | -------------------------------------------- | -------------------------------------------- |
|                                              |                                              |                                              |                                              |                                              |
| År                                           |                                              |                                              | Folkmängd                                    | Areal (ha)                                   |
| 1990                                         | 1990                                         |                                              | 107                                          | 27#                                          |
| 1995                                         | 1995                                         |                                              | 107                                          | 29#                                          |
| 2000                                         | 2000                                         |                                              | 91                                           | 29#                                          |
| 2005                                         | 2005                                         |                                              | 95                                           | 31#                                          |
| 2010                                         | 2010                                         |                                              | 107                                          | 31#                                          |
| 2015                                         | 2015                                         |                                              | 108                                          | 40#                                          |
| Anm.: # Som småort.                          |                                              |                                              |                                              |                                              |

| Befolkningsutvecklingen i Oppmanna (nordöstra delen) 1995–2000 | Befolkningsutvecklingen i Oppmanna (nordöstra delen) 1995–2000 | Befolkningsutvecklingen i Oppmanna (nordöstra delen) 1995–2000 | Befolkningsutvecklingen i Oppmanna (nordöstra delen) 1995–2000 | Befolkningsutvecklingen i Oppmanna (nordöstra delen) 1995–2000 |
| -------------------------------------------------------------- | -------------------------------------------------------------- | -------------------------------------------------------------- | -------------------------------------------------------------- | -------------------------------------------------------------- |
|                                                                |                                                                |                                                                |                                                                |                                                                |
| År                                                             |                                                                |                                                                | Folkmängd                                                      | Areal (ha)                                                     |
| 1995                                                           | 1995                                                           |                                                                | 53                                                             | 14#                                                            |
| 2000                                                           | 2000                                                           |                                                                | 50                                                             | 14#                                                            |
| Anm.: Ny småort 1995, ej småort 2005 # Som småort.             |                                                                |                                                                |                                                                |                                                                |